# Pūtanā

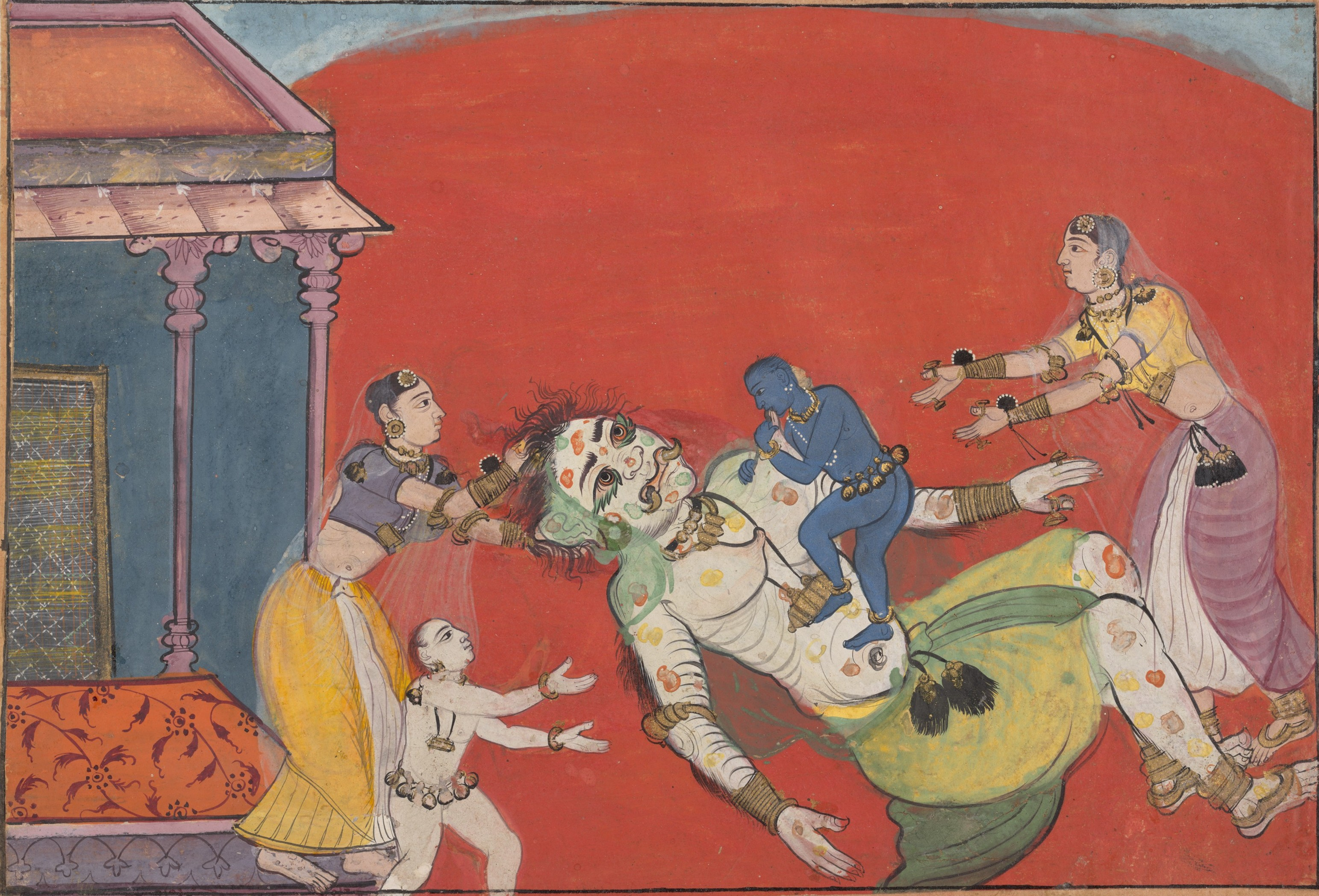
Kṛṣṇa uccide Pūtanā.

Nella mitologia induista, Pūtanā è una demonessa, nota per aver tentato di uccidere Kṛṣṇa bambino allattandolo al seno con latte e veleno di serpente e venendo da questi uccisa.
In sanscrito il suo nome significa "putrefazione".

## Leggenda
La leggenda di Putana e Krishna è narrata in molti testi indù: il Bhāgavata Purāṇa, l'Harivaṃśa (appendice del Mahābhārata), il Brahma Vaivarta Purana, il Viṣṇu Purāṇa, il Garga Samhita e il Prem Sagar.
Putana, l'assassina di neonati, fu una rākṣasa inviata dal malvagio Kamsa per uccidere il nipote Krishna. Putana assunse il travestimento di una giovane e bella donna e venne a Gokul (Vrindavan), la città natale di Krishna. La sua bellezza fece sì che fosse scambiata dai gopas (mandriani) come una manifestazione della dea Lakshmi. Sbalordita dalla sua bellezza, Yashoda, la madre adottiva di Krishna, permise a Putana di prendere in grembo il piccolo Krishna e allattarlo. Putana si era spalmata il seno con un mandana, un intossicante per uccidere Krishna. Tuttavia, Krishna le strinse il seno e le tolse la vita (prana), così come il suo latte. Nel dolore, Putana urlò, implorando la sua liberazione, ma invano. Corse fuori dalla città con Krishna ancora aggrappato a lei e alla fine cadde morta. Assunse allora la sua vera forma demoniaca, riducendo in polvere gli alberi fino a una distanza di tre gavyuti (un'unità di distanza equivalente a 12 miglia). La gente di Vraj tagliò il corpo di Putana, seppellendone le ossa e i piedi e bruciando la carne e la pelle. Il fumo fragrante si levò dalle fiamme, poiché Putana fu purificata da ogni peccato allattando Krishna e raggiunse lo stesso paradiso che acquisì Yashoda. Così, Putana, come Yashoda, è anche considerata come una madre adottiva di Krishna in quanto lo allattò.
Nelle versioni successive del mito, l'intossicante spalmato sul seno di Putana viene sostituito con veleno o il latte stesso viene detto avvelenato.[3] Un'altra versione del racconto ritrae Putana mentre rapisce Krishna di notte, quando tutti gli altri dormono.
K. M. Munshi aveva una visione totalmente diversa del mito nella sua serie Krishnavatara. Sebbene Putana sia venuta con intenzioni malvagie, è ritratta come felice di vedere Krishna e il suo istinto materno si alza, dicendole "Prendi questo bel ragazzo al tuo seno. Tu sei una donna malvagia e miserabile. Non hai mai visto la gioia prima d'ora, una gioia che eccita tutto il tuo corpo e la tua mente con folle gioia". Felicissima e dimentica dei suoi seni avvelenati, prese Krishna in grembo e lo allattò. Nel processo, si arrese a Krishna dicendo: "Ti do tutto, mio amato bambino... Io sono tua". Inoltre, Putana venne purificata e liberata dal suo corpo mortale da Krishna

### Vita precedente
Il Garga Samhita (un'opera sulla vita di Krishna) e il Brahma Vaivarta Purana raccontano anche della nascita precedente di Putana come Ratnamala, la figlia del re asura Bali. Quando vide Vāmana, il precedente avatara di Krishna come un nano, sentì il desiderio di averlo come figlio e di allattarlo. Ben presto cambiò idea e decise di uccidere Vamana, dopo che questi ebbe sopraffatto suo padre e acquisito i suoi beni. Krishna conosceva i suoi desideri e le permise di realizzarli entrambi: allattarlo e tentare di togliergli la vita.